# ماي ناكاجاوا
ماي ناكاجاوا (باليابانية: 中川真依؛ بالكانا: なかがわ まい) هي غطاسة يابانية، ولدت في 7 أبريل 1987 في كوماتسو في اليابان.

## وصلات خارجية
- ماي ناكاجاوا على موقع الاتحاد الدولي للسباحة (الإنجليزية)
- ماي ناكاجاوا على موقع قاعدة بيانات الغوص IAT (الألمانية)
- ماي ناكاجاوا على موقع أوليمبيديا (الإنجليزية)